# Asmik Ace Entertainment
Asmik Ace Entertainment Inc. (アスミック・エース・エンタテインメント Asumikku Ēsu Entateinmento?) est une société japonaise de jeux vidéo et de films basée à Minato,Tokyo. Elle a été créée en mars 1985, initialement sous le nom Asmik Corporation, alors une filiale de Sumimoto Corporation (住友商事). Le nom Asmik est un mot-valise composé du nom des 3 fondateurs: ASK, Sumimoto et Kōdansha. La mascotte de la société, Boomer (Asmik-kun), a fait l'objet de plusieurs jeux vidéo.
En 1998, la société fusionne avec Ace entertainement, une autre société japonaise de films, pour former Asmik Ace Entertainment Inc.,,
En 2012, la société est rachetée par Jupiter Telecommunications Co., Ltd. (J:COM),.

## Liste des jeux vidéo (partielle)
Par année de sortie
- Shinobi (1989, PC Engine)
- Air Diver (1990, Mega Drive)
- Conquest of the Crystal Palace (1990, NES)
- Cutie Suzuki no Ringside Angel (1990, Mega Drive)
- Gambler Jiko Chūshinha 2 (1990, NES)
- D-Force (1991, SNES)
- Ransei no Hasha (1991, Mega Drive)
- Verytex (1991, Mega Drive)
- Yardion (1991, SNES)
- Xardion (1992, SNES)
- Battle Zeque Den (1994, SNES)
- Lethal Skies Team SW: Elite Pilot (2001, PS2)
- Lethal Skies II (2003, PS2)
- Lennus II (1996, SNES)
- Civizard: Majutsu no Keifu (1997, Playstation)
- Virtual Pro Wrestling 64 (1997, N64)
- LSD (1998 , Playstation)
- WWF Wrestlemania 2000 (2000, N64)
- WWF No Mercy (2000, N64)
- Virtual Pro Wrestling 2: Ōdō Keishō (2000, N64)